# Meadows (ort i Australien)
Meadows är en ort i Australien. Den ligger i kommunen Mount Barker och delstaten South Australia, omkring 32 kilometer sydost om delstatshuvudstaden Adelaide. Antalet invånare är 1 583.
Närmaste större samhälle är Mount Barker, omkring 16 kilometer nordost om Meadows. 
Trakten runt Meadows består till största delen av jordbruksmark. Runt Meadows är det mycket glesbefolkat, med 6 invånare per kvadratkilometer. Genomsnittlig årsnederbörd är 729 millimeter. Den regnigaste månaden är juni, med i genomsnitt 133 mm nederbörd, och den torraste är december, med 21 mm nederbörd.